# Timyanik
Timyanik (en macédonien Тимјаник) est un village du sud de la Macédoine du Nord, situé dans la municipalité de Negotino. Le village comptait 1155 habitants en 2002.

## Démographie
Lors du recensement de 2002, le village comptait :
- Macédoniens : 1096
- Serbes : 49
- Turcs : 9
- Autres : 1